# 亀山駅 (ソウル特別市)
亀山駅（クサンえき）は大韓民国ソウル特別市恩平区亀山洞にある、ソウル交通公社6号線の駅である。駅番号は615。

## 歴史
- 2000年12月15日 - ソウル特別市都市鉄道公社（当時）6号線の駅として開業。
- 2017年5月31日 - ソウル特別市都市鉄道公社とソウルメトロが統合され、ソウル交通公社の駅となる。

## 駅構造
単式ホーム1面1線の地下駅。電車の進行方向右側のドアが開く。電車は全て鷹岩駅方面へと進み、ヨンシンネ駅方面へは進まない。

### のりば
案内上ののりば番号は設定されていない。 
| 循環 | 6号線 | 鷹岩・デジタルメディアシティ・孝昌公園前・新内方面 |

## 利用状況
近年の一日平均利用人員推移は下記のとおり。なお、2000年は開業日の12月15日から12月31日までの17日間の平均である。
| 路線  | 路線     | 2000年 | 2001年 | 2002年 | 2003年 | 2004年 | 2005年 | 2006年 | 2007年 | 2008年 | 2009年 | 出典  |
| ----- | -------- | ------ | ------ | ------ | ------ | ------ | ------ | ------ | ------ | ------ | ------ | ----- |
| 6号線 | 乗車人員 | 4,307  | 5,446  | 6,290  | 6,791  | 7,049  | 7,144  | 7,005  | 6,958  | 6,968  | 6,897  | [ 1 ] |
| 6号線 | 降車人員 | 3,516  | 4,517  | 5,133  | 5,545  | 5,669  | 5,634  | 5,521  | 5,418  | 5,359  | 5,285  | [ 1 ] |
| 6号線 | 乗降人員 | 7,824  | 9,963  | 11,424 | 12,336 | 12,718 | 12,778 | 12,527 | 12,377 | 12,327 | 12,183 | [ 1 ] |
| 路線  | 路線     | 2010年 | 2011年 | 2012年 | 2013年 | 2014年 | 2015年 |        |        |        |        | [ 1 ] |
| 6号線 | 乗車人員 | 7,064  | 7,242  | 7,596  | 7,955  | 7,994  | 8,281  |        |        |        |        | [ 1 ] |
| 6号線 | 降車人員 | 5,508  | 5,592  | 5,799  | 6,095  | 5,994  | 6,008  |        |        |        |        | [ 1 ] |
| 6号線 | 乗降人員 | 12,572 | 12,834 | 13,395 | 14,050 | 13,988 | 14,289 |        |        |        |        | [ 1 ] |

## 駅周辺
- 東明生活経営高等学校（朝鮮語版）
- KEBハナ銀行駅村洞支店
- 禮一初等学校（朝鮮語版）
- 禮一女子中学校（朝鮮語版）
- 禮一女子高等学校（朝鮮語版）
- 禮一デザイン高等学校（朝鮮語版）
- 善正高等学校（朝鮮語版）
- ソウル亀山初等学校（朝鮮語版）
- 駅村中央市場

## 隣の駅
ソウル交通公社
 6号線
ヨンシンネ駅 (614) → 亀山駅 (615) → 鷹岩駅 (610)